# 971年
| 千纪： | 1千纪 |
| 世纪： | 9世纪 \| 10世纪 \| 11世纪 |
| 年代： | 940年代 \| 950年代 \| 960年代 \| 970年代 \| 980年代 \| 990年代 \| 1000年代                                                                     |
| 年份： | 966年 \| 967年 \| 968年 \| 969年 \| 970年 \| 971年 \| 972年 \| 973年 \| 974年 \| 975年 \| 976年                                                |
| 纪年： | 辛未年（羊年）；于阗天尊五年；辽保寧三年；南汉大寶十四年；北汉天会十五年；北宋（吴越、南唐）开宝四年；大理明政三年；越南太平二年；日本天祿二年 |

## 大事记
- 中国
  - 南漢降北宋
  - 南唐對北宋稱臣，李煜自稱江南國王。
  - 宋太祖設廣州市舶司。

## 逝世
- 钱弘倧